# Die drei Ehen der Grand Sophy
Die drei Ehen der Grand Sophy ist ein Roman von Georgette Heyer. Das Buch, das im Jahre 1816 in der Londoner Gesellschaft spielt, erschien im englischen Original unter dem Titel The Grand Sophy erstmals im Jahre 1950. Es gehört zu den Regency-Romanen der Autorin.

## Handlung
Sophia Stanton-Lacy ist eine 20-jährige Frau, die als Tochter eines verwitweten britischen Diplomaten in verschiedenen Städten auf dem europäischen Kontinent aufgewachsen ist. Als ihr Vater eine Mission in Südamerika hat, schickt er sie zur Familie seiner Schwester Lady Ombersley nach London, damit sie dort in die Gesellschaft eingeführt wird und einen Ehemann findet. Im Haus der Familie Ombersley herrscht allerdings eine bedrückte Stimmung: Wegen der vielen Schulden von Lord Ombersley hat der älteste Sohn, Charles, der ein Vermögen von einem Onkel geerbt hat, das Heft in die Hand genommen. Im Gegensatz zu seinem leichtlebigen Vater ist er ein ernsthafter junger Mann, der sich zudem mit einer ebenso ernsthaften Frau, Eugenia Wraxton, verlobt hat.
Sophy, die sehr lebhaft und eigenständig ist, bringt das Leben im Hause Ombersley durcheinander. Besonders ihre Angewohnheit, eigene Entscheidungen zu treffen, bringt ihren Cousin Charles gegen sie auf, der in seiner Antipathie gegen Sophy von seiner sauertöpfischen Verlobten Eugenia unterstützt wird. Gegen den Willen von Charles, welcher der Meinung ist, dass ein solches Gefährt nichts für eine Frau sei, kauft sich Sophy etwa ein hochgebautes Sport-Phaeton. Unbegreiflich ist für ihn auch, dass sie den Einkauf von Pferden persönlich erledigen möchte und sich das Geld dafür selbst von der Bank holt, was sich für eine Dame der Gesellschaft nicht ziemt. Schließlich bedroht Sophy sogar einen Geldverleiher mit ihrer Pistole, um ihn zur Herausgabe eines Rings zu zwingen, den ihr leichtsinniger Cousin Hubert, ein jüngerer Bruder von Charles, verpfändet hat. Ihr eigentliches Ziel ist jedoch, dass Hubert sich seinem Bruder anvertraut, was er dann auch von sich aus macht. Nach und nach muss Charles seiner Cousine Sophy doch Respekt zollen, da er erkennt, dass Sophy kein verwöhntes kleines Mädchen ist, sondern eine selbstbewusste und weltgewandte Frau, die sehr wohl weiß, was sie tut und kann und andere moralische Kriterien hat als bloße Konventionen.
Am Ende hat Sophy zu ihrer eigenen Zufriedenheit drei Ehen gestiftet: Ihre junge Cousine Cecilia erkennt, dass ihre Zuneigung zu dem armen Poeten Augustus Fawnhope nicht von Dauer ist und verliebt sich in den von der Familie bevorzugten Bewerber Lord Charlbury. Eugenia wird von Sophy mit dem hypochondrischen Lord Bromford verkuppelt, und sie selbst reicht ihrem Cousin Charles, der seinen Humor wiederentdeckt hat, die Hand zur Ehe.